# Marcomans
Les Marcomans (latin m. marcomani) sont un peuple germanique occidental, connu notamment grâce à l'historien romain Tacite qui les situe entre Naristes et Quades, dans l'actuelle Bohême-Moravie. Installés là en 9 av. J.-C., sous l'égide du roi Marobod, ils affrontent régulièrement l'Empire romain avant de disparaître aux IIIe – IVe siècles.

## Territoire

### Le territoire originel des Marcomans

Répartition des peuples germaniques au Ier siècle ap. J.-C.

Le territoire d'origine des Marcomans n'est pas connu avec certitude. Pour cette époque, on les place généralement sur le cours du Main, entre le Rhin et le Danube. Les oppida du Schwanberg, de Finsterlohr et du Staffelberg pourraient en conséquence leur être attribués, sans certitude. Leur nom d'origine germanique proviendrait de leur localisation géographique, marka « frontière », manni « homme ».

### Le royaume de Maroboduus
Le royaume fondé par Marobodus est situé à l'ouest de la Morava et au nord du Danube. Strabon indique qu'il fait partie de la forêt Hercynienne, dans la partie orientale de celle-ci. Il donne à ce royaume, en l'écorchant, le nom de Boiohaemum. C'est pourquoi on situe le nouveau territoire du peuple marcoman en Bohême, sur la Vltava et la Berounka, jusqu'au Danube.
Les nouveaux arrivants semblent cependant ne pas avoir réinvesti les oppida boïennes comme Závist, Stradonice ou Hrazany qui sont abandonnées après la Tène D2.
Le royaume fondé par les Marcomans est encadré à l'est, de la Moravie au Danube, par les Quades. À l'ouest, les frontières marcomanes sont gardées par les Naristes et les Hermondures. Ce nouveau territoire se trouve au débouché romain de la route de l'ambre. Les Marcomans et leurs alliés s'emparent donc d'une position commerciale forte.

## Histoire

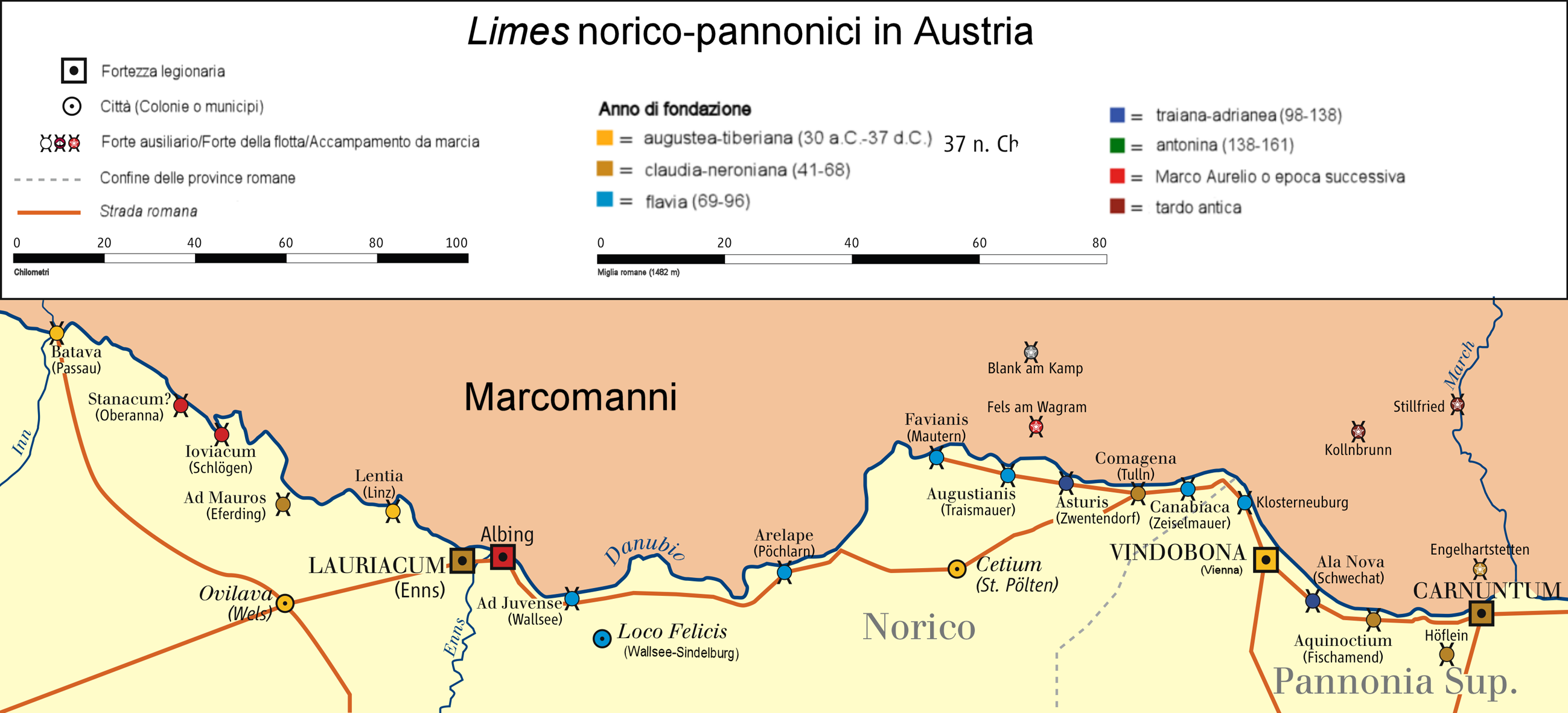
Limes danubien de Norique.

Les limes danubien (en), limes de Pannonie (en) et limes de Mésie (en) précisent les zones d'influence des différents peuples en présence.

### Arioviste et l'aventure gauloise
La première mention historique mentionnant les Marcomans nous vient de César. Il évoque un contingent de Marcomans lors de l'énumération des peuples composant en 58 av. J.-C. l'armée du Suève Arioviste. Ils sont cités en compagnie des Harudes, Triboques, Vangions, Némètes et Sédusiens. On peut supposer que ces peuples étaient clients d'Arioviste. Après la défaite de ce dernier près de Belfort face à Jules César, les survivants repassent le Rhin et retournent dans leurs territoires d'origine.
Cette mention de César implique que des contingents marcomans accompagnent Arioviste lors de son aventure en Gaule, peut-être dès le début, en 72 av. J.-C., sinon plus tard, à la suite de l'invitation faite par Arioviste aux peuples germains de s'installer sur le territoire séquane. En tout cas, la participation de Marcomans à la bataille de Magetobriga est certaine.
Après cette défaite, le retour outre Rhin des peuples suèves qui avaient été placés sous la férule d'Arioviste paraît avoir été source de troubles en Germanie. Ces troubles, en provoquant une tentative de migration des peuples Tenctère et Usipète, obligent César à intervenir par deux fois en Germanie et à y affronter, outre les Sicambres, des peuples suèves. Le détail des peuples suèves que le général romain affronte à ces occasions n'est pas donné, on ne sait donc pas si les Marcomans étaient du nombre.

### Le règne de Maroboduus

#### La migration en Bohême
En -9 av. J.-C., Drusus I mène en Germanie une violente offensive. Les Marcomans sont vaincus à la suite des Usipètes, des Tencthères et des Cattes. Drusus dresse un tertre surmonté d'un trophée constitué de leurs armes. Il est probable que ce soient ces événements qui incitèrent les Marcomans à migrer en Bohème et à conquérir un territoire qui était alors, selon Jules César, largement abandonné par les Boïens en -52 av. J.-C.. Cette migration s'est faite à l'instigation et sous le commandement du roi Maroboduus.
Les Marcomans cependant, n'ont pas été seuls à se déplacer en Bohème. Strabon donne la liste d'autres peuples associés à cette migration. Il mentionne les Lugiens, notamment les Lugi manes et les Didunes, les Butons, les Sudins et les Semmons, ces derniers explicitement qualifiés de nations Suève. Tous ces peuples sont vraisemblablement, à cette date, clients des Marcomans.
En -2 av. J.-C., lors de son mandat en Germanie, Lucius D. Ahenobarbus s'allie aux Hermondures, alors en quête d'un territoire : il les établit aux confins occidentaux du nouveau royaume marcoman, à proximité du peuple des Naristes.

#### Conflits

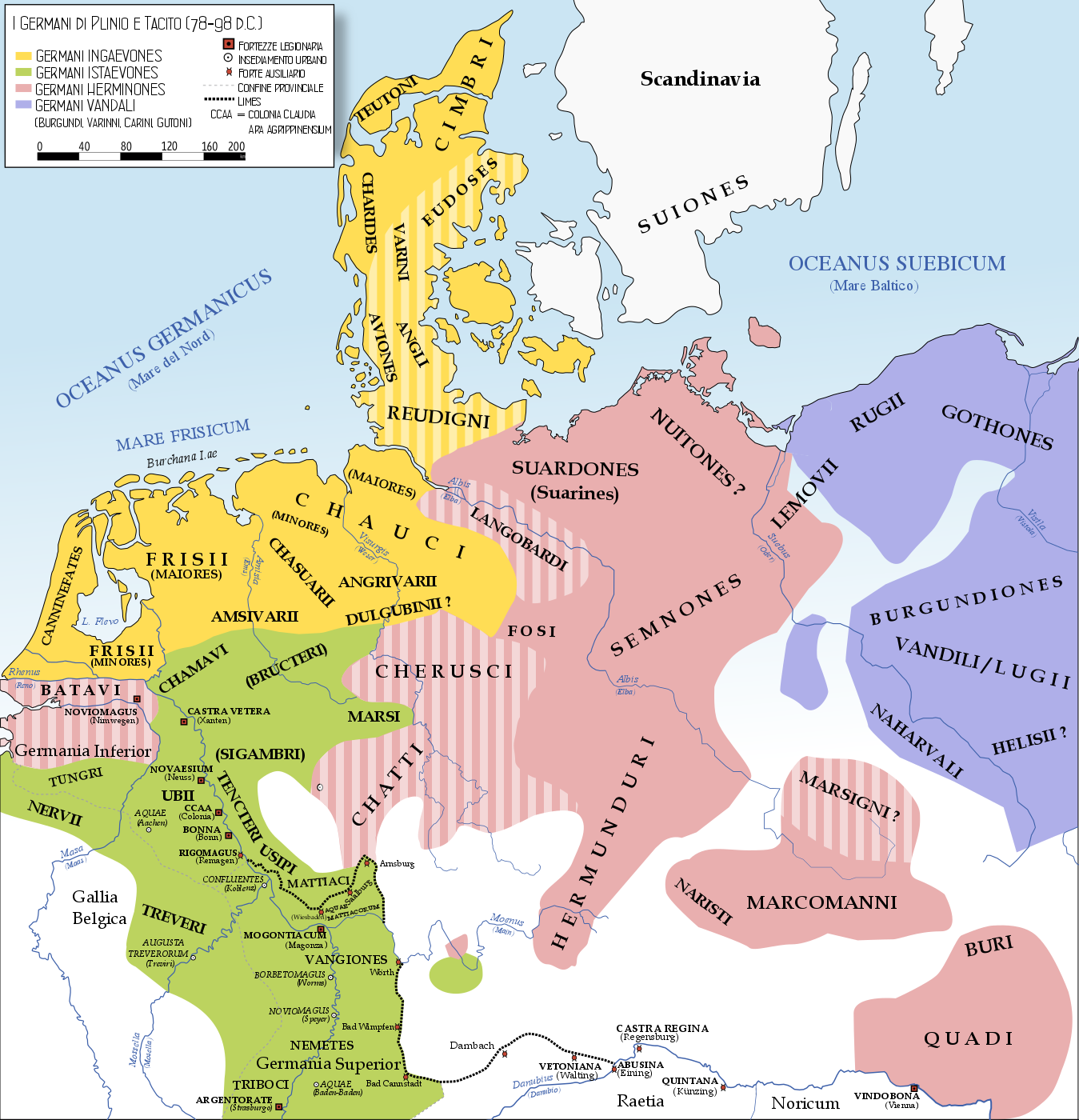
Répartition des peuples germaniques selon Pline et Tacite.

L'établissement à ses frontières d'un royaume puissant et avec lequel elle n'a pas de liens de clientèle constitue un danger pour Rome. En conséquence, Tibère est envoyé, à la tête d'une douzaine de légions, soumettre le royaume marcoman en 6 ap. J.-C..
Adoptant une stratégie de tenaille, une armée est envoyée de Mogontiacum sous les ordres du légat Caius Sentius Saturninus pour attaquer les Marcomans par l’ouest via le territoire des Chattes, le cours du Main puis le royaume des Hermundures. Dans le même temps une seconde armée, commandée par Tibère, part de Carnuntum, vers le Nord, la Morava et le territoire des Quades ; mais une révolte éclate en Pannonie, qui interrompt les opérations. Maroboduus négocie alors avec Tibère un traité de paix entérinant le statu quo ante.
Puis Maroboduus entre en conflit avec les Chérusques, l’autre grande puissance germanique du moment. Après la Bataille de Teutoburg, à laquelle les Marcomans et leurs clients ne prennent pas part, Arminius envoie la tête de Varus au roi des Marcomans, dans le but de leur faire rejoindre la rébellion. Maroboduus renverra la tête à Rome sans prendre le parti des Chérusques. Les relations entre les deux principales entités germaniques se dégradent alors. Les Semnons et les Langobardii en profitent pour quitter la clientèle des Marcomans et rejoignent le parti Chérusque. En 17 ap. J.-C. les armées des deux royaumes s'affrontent et Maroboduus est vaincu. À la suite de cette défaite, il réclame l'assistance de Rome et le fils de Tibère, Drusus II, est envoyé comme médiateur entre les deux puissances barbares.

#### Succession de Maroboduus
Le règne de Maroboduus s'achève en 18 ap. J.-C. lorsqu'il est renversé par Catualda (en), dans un coup d'état dont Tacite attribue l'initiative à Drusus II. Catualda est un noble marcoman exilé chez les Gothons par Maroboduus. Il revient en Marcomanie à la faveur des difficultés rencontrée par le vieux roi face aux Chérusques. Le contingent de Gothons qui accompagne Catualda, l'aide à prendre le pouvoir. Maroboduus, à son tour, prend le chemin de l'exil. Il est alors recueilli par Tibère et placé en résidence à Ravenne. Il y mourra dix-huit ans plus tard.
Catualda ne profite pas longtemps de sa nouvelle position : il est bientôt renversé par un parti de Hermundures avec à sa tête un certain Vibilius, et il est lui aussi recueilli par Tibère et placé en résidence à Forum Julii, en Gaule. C'est un certain Vannius (en), roi des Quades, qui succède à Catualda. Réputé pour ses opinions pro-romaines, il règne jusqu'en 50 ap. J.-C. et est chassé, à son tour, par une coalition de Suèves, de Luges et d’Hermundures toujours menés par Vibilius. Les neveux de Vannius, Vangion et Sidon (en), lui succèdent et poursuivent sa politique pro-romaine. Vannius, pour sa part se réfugie au sein de l'Empire romain, sous la tutelle de Claude, qui lui accorde l'asile.
Lors de la Guerre civile qui oppose Vitellius à Vespasien, Tacite mentionne, à la veille de la seconde bataille de Bedriacum, un roi suève du nom de Sido. Il est donc possible que le règne du frère de Vangion se soit poursuivi au moins jusqu'à l'avènement de Vespasien, en 69 ap. J.-C..

### Les guerres de Pannonie

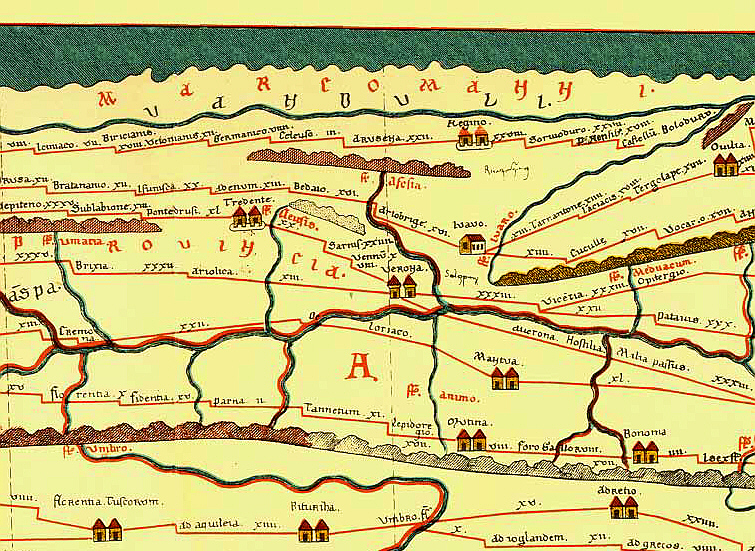
Les Marcomans (et Rhétie-Norique) sur la Table de Peutinger.

Les rapports des Marcomans avec les Romains se dégradent alors. Domitien adopte, en effet, une politique extérieure extrêmement agressive, principalement en Occident, le long du limes. La guerre finit par éclater en raison d'événements qui se sont déroulés en marge des guerres daciques. En effet, les Quades et les Marcomans n'ont pas respecté les obligations liées à leur fœdus, et n'ont pas fourni à l'armée romaine l'aide attendue.
Domitien lance en 89 une expédition punitive qui est un échec, puisqu'elle provoque l'entrée en guerre des Sarmates Iazyges contre Rome, et oblige l'empereur à bâcler une paix de compromis avec Décébale. Une fois la paix signée avec les Daces, Domitien tente, par voie diplomatique, d’attaquer par l’arrière les Marcomans et les Quades. Ceux-ci répliquent en renouvelant leur alliance avec les Iazyges et en pénétrant dans l’Empire en 92. Après qu’ils ont anéanti la Legio XXI Rapax, Domitien se rend personnellement sur le front afin de stabiliser la situation. Il parvient à vaincre les Iazyges, mais ses batailles contre les Quades et les Marcomans ne sont pas décisives et aboutissent à un cessez-le-feu. La situation ne se stabilise qu'en 97, avec l'action de Trajan, alors gouverneur de Germanie supérieure.
Quelques heurts ont encore lieu entre les Romains et les Marcomans sous Hadrien en 136-137.

### Ballomar et les guerres marcomanes

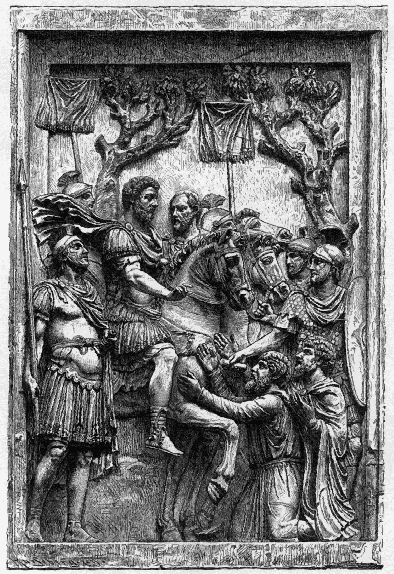
Marc-Aurèle fait grâce à des chefs Marcomans – croquis du bas-relief d'un arc de triomphe mal identifié.

Au IIe siècle de l'ère chrétienne, les Marcomans, établis sur le bas-Danube, font peser, avec les Quades, une menace constante sur le limes danubien, probablement en raison de la pression des Germains orientaux, Goths et des Gépides.
En 166-167, une incursion sur le territoire romain effectuée par des contingents Lombards et Osii, provoque les premiers heurts. Au terme d'un échange diplomatique, le roi des Marcomans, Ballomar, agissant comme porte-parole d'une coalition de peuples de la région comprenant outre les Marcomans, les Lombards, les Osii, les Vandales Victuales, les Quades, les Narisques et les Cotins, obtient un traité de paix. Toutefois, la situation reste instable et, l'année suivante, des incidents sporadiques éclatent le long de la frontière, entraînant de nouveaux échanges diplomatiques et de nouveaux traités de paix.
En 170, alors que l'armée romaine est aux prises avec les Sarmates Iazyges, une coalition de peuples menés par le roi des Marcomans, Ballomar, franchit le Danube en Pannonie (Hongrie actuelle) et réussit à s'avancer jusqu'en Italie du Nord où elle assiège la ville d'Aquilée. La contre-attaque romaine est dirigée par Claudius Pompeianus qui réussit à libérer la ville. Puis les troupes romaines parviennent à expulser, au prix de violents combats, les Germains des provinces de Rhétie, Norique et Pannonie. Enfin, en 174, les Marcomans, les Quades et leurs alliés se soumettent, avec des conditions de paix particulièrement dures. L’Histoire Auguste nous apprend que Marc-Aurèle envisage de faire de la Marcomanie, une nouvelle province.
Les Marcomans, soumis pendant un temps, se révoltent à nouveau avec leurs alliés en 177. Marc-Aurèle intervient alors et finit par mater les Marcomans en 178. La mort de l'empereur, en 180, interrompt le projet de réduire la Marcomanie en province. Le nouvel empereur Commode signe un traité de paix avec les peuples vaincus (Marcomans, Naristes et Quades), au terme duquel ils doivent fournir céréales, armes et recrues pour les troupes auxiliaires de l'armée romaine, les assujettissant ainsi en peuple client de l'empire. Un régiment permanent sera finalement constitué, selon Dion Cassius, de Quades et de Marcomans.
De nouveaux troubles éclatent dans cette zone en 186-188, mais ceux-ci sont rapidement réprimés par l'armée romaine.

### Fractionnement et dilution

#### Fédérés romains
Sous le règne de Gallien, les Marcomans, accompagnés des Quades, des Sarmates et peut-être d'autres peuples germaniques, effectuent à nouveau des incursions en Pannonie romaine. L'empereur conclut un traité avec leur roi, nommé Attale par les historiens latins. Ce traité accorde aux Marcomans un foedus en Pannonie, à charge pour les Marcomans de défendre la région contre les incursions des autres peuples germains. Ce traité est garanti par l'union - de peu de valeur aux yeux des Romains - de Gallien et de Pipa, ou Pipara, la fille du roi Attale. Le répit est de courte durée, puisque l'empereur Aurélien doit à son tour affronter leurs incursions vers 270. L'épisode donna lieu à une consultation des livres Sybillins.
Quelques décennies plus tard, sous le règne de Dioclétien, l'auteur Aurélius Victor signale que les Marcomans subissent une forte défaite militaire, sans que la succession d’événements soit indiquée de manière claire. Ils sont, à cette occasion, mentionnés avec les Carpes, sans que l'on sache s'ils étaient alors alliés ou ennemis. Jordanès, dans son histoire des Goths, les place toujours à l'ouest des Vandales, lors du conflit qui oppose ces derniers aux Goths de Gébéric, vers 340. Il semble qu'ils n'interviennent alors pas lors de cet affrontement.
Les Marcomans pourraient avoir été christianisés, vers 396, sous le règne de leur reine Fritigil, cette dernière ayant entretenu une correspondance avec saint Ambroise de Milan. Ce dernier lui recommande, par cet échange épistolaire, de pousser son mari à faire alliance avec l'Empire romain. Ce conseil pourrait avoir porté ses fruits, puisqu'une troupe romaine désignée comme la gens marcomannorum, et vraisemblablement commandée par l'époux de Fritigil en tant que tribun, fait à cette époque son apparition dans les documents administratifs de l'empire, d'autres régiments d'origine marcomannes font leur apparition par la suite.

#### L'irruption des Huns en Europe centrale
À la fin du IVe siècle, les Marcomans affrontent une nouvelle menace avec l'arrivée des Huns en Europe : dans le sillage de ces derniers, certains peuples germaniques quittent leurs terres et se dirigent vers la Gaule. Jérôme de Stridon les mentionne dans une de ses Correspondance parmi les peuples envahissant l'empire, aux côtés des Quades. Cette lettre date de 396 et évoque des incursions barbares en Thrace, Grèce, Dalmatie et Pannonie. Une autre lettre de 410, mentionne elle, des "Pannoniens ennemis", là encore aux côtés de Quades. Iaroslav Lebedynski rapproche ces "Pannoniens" de troupes fédérées Vandales et Alains. D'autres auteurs antiques mentionnent pour ces événements, des Suèves, sans précision.

#### Absorption par les Suèves
Subjugués par les Suèves, les derniers Marcomans forment une partie de l'armée qui fonde le royaume suève, localisé actuellement en Galice et au nord du Portugal.